# Glicogenolisi
La glicogenolisi è un processo metabolico che degrada molecole di glicogeno fino ad ottenere il monosaccaride glucosio. L’azione opposta è la glicogenosintesi.

## Aspetti generali
Quotidianamente, l'organismo umano necessità di regolare i suoi equilibri. Tra questi equilibri c'è la necessità di mantenere costante la concentrazione ematica di glucosio.
La presenza di una concentrazione di glucosio nel sangue inferiore alla normalità, viene avvertita e segnalata dall'ormone glucagone, il quale è definito ormone iperglicemizzante. 
Il glucagone agisce a livello epatico ed è capace di avviare una serie di eventi biochimici che portano alla liberazione di glucosio nel sangue.
Un altro ormone è l'adrenalina, che ha lo stesso compito del glucagone, ma, a differenza di questo, agisce a livello muscolare.

## Eventi della glicogenolisi
A seguito dello stimolo ormonale (sia esso epatico che muscolare) viene attivata una protein-chinasi, capace di legare un gruppo fosfato sui residui di serina dell'enzima, attivandolo. L'enzima principale della glicogenolisi è la glicogeno fosforilasi. Questo enzima, nella forma fosforilata (glicogeno fosforilasi a) è attivo, mentre la sua inattivazione (glicogeno fosforilasi b) è dovuta alla rimozione dei gruppi fosfato dai residui di serina, ad opera di una proteina fosfatasi.
La glicogeno fosforilasi è quindi il primo, e più importante, enzima della via litica. Catalizza infatti una reazione nella quale un legame (alfa1-4) glicosidico tra 2 residui di glucosio all'estremità non riducente viene scisso usando fosfato inorganico con formazione di glucosio-1-fosfato. L'enzima agisce a ripetizione fino a quando non raggiunge un punto che dista quattro residui di glucosio da una ramificazione (alfa1-6).
Raggiunto questo punto, per permettere alla glicogeno fosforilasi di continuare la degradazione deve intervenire l'enzima bifunzionale oligo glucantrasferasi. L'attività transferasica di questo enzima sposta tre residui glicosidici dalla ramificazione fino all'estremità non riducente vicina con un legame glicosidico (alfa 1-4), mentre l'attività glicosidasica catalizza la rimozione come glucosio libero del rimanente residuo di glucosio rimasto sulla ramificazione. Nella glicogenolisi il 90% del glucosio viene rilasciato sotto forma di glucosio-1-fosfato, il restante come glucosio libero.
Infine il glucosio-1-fosfato prodotto viene convertito in glucosio-6-fosfato dalla fosfogluco mutasi.

## Destinazione delle unità di glucosio
Le unità di glucosio, delle estremità non riducenti delle catene di glicogeno, rimosse dalla glicogeno fosforilasi, si trovano nella forma fosforilata sul carbonio anomerico, formando quindi glucosio-1-fosfato. Successivamente il glucosio-1-fosfato, viene processato dall'enzima fosfoglucomutasi, il quale lo converte in glucosio-6-fosfato, il quale può facilmente entrare nel processo della glicolisi (nel muscolo), oppure essere liberato nel sangue come glucosio (dal fegato, attraverso l'enzima glucosio-6-fosfatasi che lo idrolizza a glucosio libero).